# Drakulić Rijeka
Drakulić Rijeka is een plaats in de gemeente Plitvička Jezera in de Kroatische provincie Lika-Senj. De plaats telt 8 inwoners (2001).